# Thomas Alfred Shanon
Thomas Alfred Shanon mlađi (1958.) američki je političar i diplomat, vršitelj dužnosti državnog tajnika Sjedinjenih Američkih Država u vrijeme izmjene vlasti između američkih predsjednika Baracka Obame i Donalda Trumpa početkom 2017. godine.
Naslov doktora i magistra političkih znanosti stekao je na Oxfordskom sveučilištu 1982. i 1983. godine. Ubrzo se zapošljava u kadrovskoj službi amerike diplomacije, kada 1987. biva izabran za veleposlanika za područje Kameruna, Gabona i Svetog Tome i Principa. Nakon dvogodišnjeg mandata za područje tih triju zemalja, između 1989. i 1992. bio je veleposlanikom u Brazilu. Od 1984. do 1986. radio je kao diplomat u američkom veleposlanstvu u Gvatemali.
Vršio je više dužnosti u Državnom tajništvu SAD-a, uglavnom na području vanjskih poslova i diplomacije. Tako je radio kao diplomatski savjetnik u Caracasu, glavnom gradu Venezuele, i Johannesburgu u Južnoafričkoj Republici. U razdoblju između 2003. i 2005. bio je član diplomatskog savjeta Američkog vijeća za nacionalnu sigurnost. Kasnije je vršio diplomatsko-savjetodavne dužnosti u odjelima međunarodnih trgovinskih organizacija na području Sjeverne i Južne Amerike. Bio je jedan od članova američke diplomatske misije unutar Vijeća sigurnosti Ujedinjenih naroda.
Osim materinjeg engleskog, služi se španjolskim i portugalskim.